# Classificação de Salter-Harris

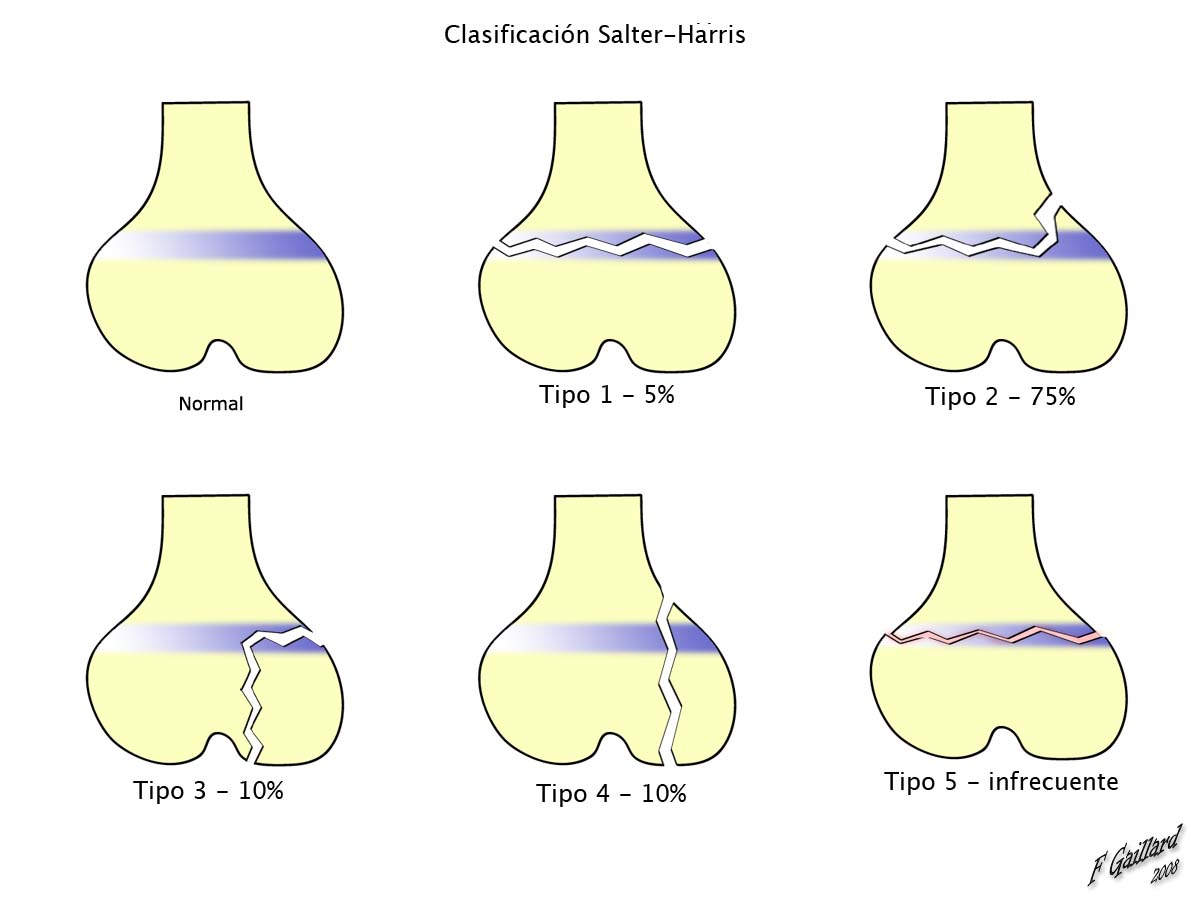
Tipos de fratura de Salter-Harris

A classificação de Salter-Harris é utilizada para classificar fraturas ósseas que afetam a cartilagem de crescimento do osso. Após o crescimento completo do osso essa classificação não será mais utilizada.

## Tipos
Existem cinco tipos de fraturas, segundo a classificação:
- Tipo I: fratura transversa através da placa de crescimento (ou “physis”);
- Tipo II: fratura através da placa de crescimento e metáfise, poupando epífise;
- Tipo III: fratura através da placa do crescimento e epífise, poupando metáfise;
- Tipo IV: fratura atravessa todos os três elementos do osso (placa de crescimento, metáfise e epífise);
- Tipo V: fratura compressiva da placa de crescimento (que resulta em uma diminuição na percepção do espaço entre a epífise e diáfise em raios-X);